# Ванеса Марсил
Ванеса Марсил (енгл. Vanessa Marcil; Индио, 15. октобар 1968) је америчка глумица.
Глумила је између осталог у телевизијским серијама Беверли Хилс 90210, и Лас Вегас.
Њен отац је мексиканац, а мајка француског, италијанског и португалског порекла.

## Филмографија
| Улоге Ванеса Марсил |                    |               |       |           |
| Година              | Српски назив       | Изворни назив | Улога | Напомена  |
| 2006.               |                    |               |       | ТВ серија |
| 2006.               |                    |               |       |           |
| 2004.               |                    |               |       | ТВ серија |
| 2002.               |                    |               |       |           |
| 2002.               |                    |               |       |           |
| 1998-2000.          | Беверли Хилс 90210 |               |       | ТВ серија |
| 1996.               | Стена              |               |       |           |
| 1996.               |                    |               |       |           |
| 1992.               |                    |               |       | ТВ серија |